# Interoperabilidad web
La interoperabilidad web produce páginas web que se pueden ver con navegadores web compatibles, varios sistemas operativos como Windows, Macintosh y Linux, y dispositivos como computadoras personales (PC), PDA, teléfonos móviles y tabletas basados en los últimos estándares web.

## La historia
El término se originó en el Compromiso de Interoperabilidad de la Web, que promete adherirse a las recomendaciones actuales de HTML promulgadas por el World Wide Web Consortium (W3C). El WIP no fue una iniciativa del W3C. pero fue iniciado por y ha sido ejecutado por ZDNet AnchorDesk de forma independiente.
Este problema se conoció mediante la exploración cruzada en la guerra de navegadores entre Internet Explorer y Netscape Navigator. Windows Internet Explorer fue el navegador dominante después de eso, pero los navegadores web modernos como Mozilla Firefox, Opera y Safari han admitido los estándares web. Debido a la compatibilidad con versiones anteriores de Internet Explorer, muchas páginas web han admitido etiquetas HTML no estándar y secuencias de comandos de manejo de DOM, así como técnicas dependientes de la plataforma como ActiveX. Estos son muy perjudiciales para la accesibilidad web y la independencia del dispositivo.

## Elementos
- De marcado estructural y semántico con XHTML
- Basado en CSS diseño con elementos de diseño tales como la posición y el flotador.
- La separación entre estructura, presentación y comportamiento en las páginas web.
- DOM scripting basado en W3C DOM y Estándar ECMAScript.

## Actividades
Ha sido varias actividades, por ejemplo, el Proyecto de Estándares Web, el Grupo de Evangelización Tecnológica y Estándares Web de Mozilla. También hay actividades educativas como la Web Essential Conference.